# José Carlos Grubisich
José Carlos Grubisich (Itatinga, 19 de fevereiro de 1957) é um engenheiro químico, executivo e empresário brasileiro. Atuou como presidente da Rhodia, Braskem, ETH Bioenergia e Eldorado Brasil Celulose, sendo membro de conselhos de administração de companhias globais, como Halliburton, Vallourec, Plastic Omnium e Solazyme. É fundador da Olímpia Investimentos e sócio da Verdana Agropecuária, com investimento em genética bovina e inovação no campo. Também teve participação em fóruns internacionais e em iniciativas institucionais voltadas às relações bilaterais França–Brasil. Em 2011 foi condecorado pela França com a Légion d'honneur, quando era presidente e CEO da ETH Bioenergia e copresidente do Grupo Empresarial Franco-Brasileiro de Alto Nível.

## Formação acadêmica
Grubisich é formado em Engenharia Química pela Escola Superior de Química Oswaldo Cruz, em São Paulo. Posteriormente, concluiu formação executiva em Gestão Avançada pelo INSEAD, em parceria com a Fundação Dom Cabral (FDC).

## Carreira

### Rhodia
Iniciou sua trajetória na multinacional francesa Rhodia, onde atuou por mais de duas décadas. Ocupou os cargos de presidente da Rhodia no Brasil e América Latina, presidente global da divisão Rhodia Fine Organics e vice-presidente sênior mundial, com base em Paris.

### Braskem
Em 2002, foi nomeado o primeiro CEO da Braskem, liderando sua criação a partir da fusão dos ativos petroquímicos da Odebrecht, do Grupo Mariani e da Petrobras. Sob sua liderança, a empresa apresentou crescimento, aumento da rentabilidade e redução do endividamento. Também conduziu o lançamento do plástico verde, produzido a partir de etanol de cana-de-açúcar, e liderou o processo de listagem da Braskem na Bolsa de Valores de Nova York (NYSE).

### ETH Bioenergia
Na presidência da ETH Bioenergia, empresa de energia renovável do Grupo Odebrecht, Grubisich liderou a implantação de nove usinas integradas com alto grau de mecanização. Implementou modelos de gestão baseados em sustentabilidade, além de programas de desenvolvimento.

### Eldorado Brasil Celulose
Na Eldorado Brasil Celulose, comandou a construção de uma das maiores fábricas de celulose do mundo, em Três Lagoas, Mato Grosso do Sul, com capacidade de 1,5 milhão de toneladas anuais. Também estruturou uma base florestal de eucalipto com manejo sustentável.

## Agronegócio
Grubisich é fundador da Olímpia Investimentos e Participações e sócio da Verdana Agropecuária, que atua com foco em melhoramento genético bovino e produtividade. Também idealizou a Vitrine Tecnológica do Leite da Verdana, que combina compost barn, ordenha mecanizada, avaliação genômica, nutrição e práticas regenerativas.

## Atuação internacional
Grubisich ocupou assentos nos conselhos de administração de empresas como Halliburton (EUA), Vallourec (França), Plastic Omnium (França) e Solazyme (EUA). Foi co-chairman do Grupo Empresarial de Alto Nível França–Brasil, ao lado de Gérard Mestrallet (ex-CEO da Engie), e membro do conselho da Fundação Alliance Française em Paris. No Brasil, atuou como presidente-executivo e, posteriormente, presidente do conselho da Fundação Aliança Francesa de São Paulo, a maior unidade da rede mundial. Em 2011, foi condecorado pelo então presidente francês Nicolas Sarkozy com o título de officier de la Légion d'honneur.

## Fórum Econômico Mundial
Participou de diversas edições do Fórum Econômico Mundial (WEF) e foi co-chairman da Reunião Anual da América Latina, realizada em Santiago do Chile. Atuou na formulação do Consenso de Santiago, que destacou prioridades como educação, inovação, integração regional e infraestrutura sustentável.

## Atuação institucional
Grubisich foi membro da Fundação Nacional da Qualidade (FNQ), da Uniemp (Instituto Universidade - Empresa) e presidiu o conselho da Câmara de Comércio França–Brasil.

## Reconhecimento
Foi eleito diversas vezes Executivo de Valor pelo jornal Valor Econômico e escolhido Líder da Indústria pela Revista IstoÉ. Também figurou por anos consecutivos entre os executivos mais influentes da economia brasileira. Em 2011 recebeu das mãos do primeiro-ministro da França François Fillon a Légion d'honneur, quando era presidente e CEO da ETH Bioenergia e copresidente do Grupo Empresarial Franco-Brasileiro de Alto Nível.

## Vida pessoal
José Carlos Grubisich é casado, tem dois filhos e três netos.